# Johann Jakob Mönch
Johann Jakob Mönch (* 25. September 1786 in Offenbach am Main; † 2. August 1874 ebenda) war ein deutscher Lederwarenfabrikant und gilt als Begründer der deutschen Lederwarenindustrie.

## Leben
Johann Jakob Mönch war ein Sohn des Buchbindemeisters Johann Carl Mönch (1754–1796), der im Jahre 1776 zusammen mit seinem Vater Joseph Anton Mönch (1724–1778, Buchbinder am Hof des Fürsten Carl von Isenburg) in Offenbach die erste Etui- und Souvenirmanufaktur gegründet hatte. Seine Mutter war Johannette Dorothea Renner.
Nach seiner Ausbildung zum Buchbinder und Herstellung von Portefeuillewaren in Hanau arbeitete er bei „Crecelius & Kugler“, die in das Unternehmen seines Vaters eingestiegen waren.
1809 ging er nach Wien mit dem Ziel, in dieser Hochburg des Buchbinder- und Portefeuillegewerbes seine Fertigkeiten zu vervollkommnen.
1817 gründete er in Offenbach/Main die Firma „Jakob Mönch & Co“, die sich rasch entwickelte und 1855 400 Mitarbeiter beschäftigte.
Da Offenbach erst 1817 vom Fürstentum Isenburg zum Großherzogtum Hessen kam, konnte sich hier jene Industrie entwickeln, deren Ausdehnung der Fürst stets verhindert hatte.
1846 wurde die erste Dampfmaschine eingesetzt.
Mönch gestaltete die Produktion neu und setzte Lederpressen und Prägemaschinen zur Herstellung seiner Waren ein.
Die vielfältigen Firmenprodukte gelangten über Handelshäuser auch auf den internationalen, besonders auf den englischen Markt.
Der Niedergang des Unternehmens begann in der „Großen Depression“. So musste die Firma im Jahre 1880 liquidiert werden.

## Familie
Am 23. Oktober 1814 heiratete er in Christiana Wilhelmina Löber (1793–1830). Aus der Ehe gingen die Kinder Johann Carl Anton (1815–1864, Teilhaber in der Firma), Julius (1820–1874), Carl Simon Friedrich (1822–1886, Apotheker), Wilhelmine Amalie (1824–1886, ∞ Heinrich Ludwig Hill, Kommerzienrat) und Julius Alexander (1828–1863) hervor.
Nach dem Tod seiner ersten Frau heiratete er am 29. Oktober 1831 Eleonore Katharine Nungessen (1812–1846), mit der er die Kinder Caroline Auguste (1832–1899, ∞ 1855 Georg Adam Ludwig Ramspeck) und Karl August (1835–1845) hatte.

## Auszeichnungen
- 1858 Dezember 26 - Ritterkreuz I. Klasse des Verdienstordens Philipps des Großmütigen[1]